# Schloss Schönbrunn (Röhrmoos)

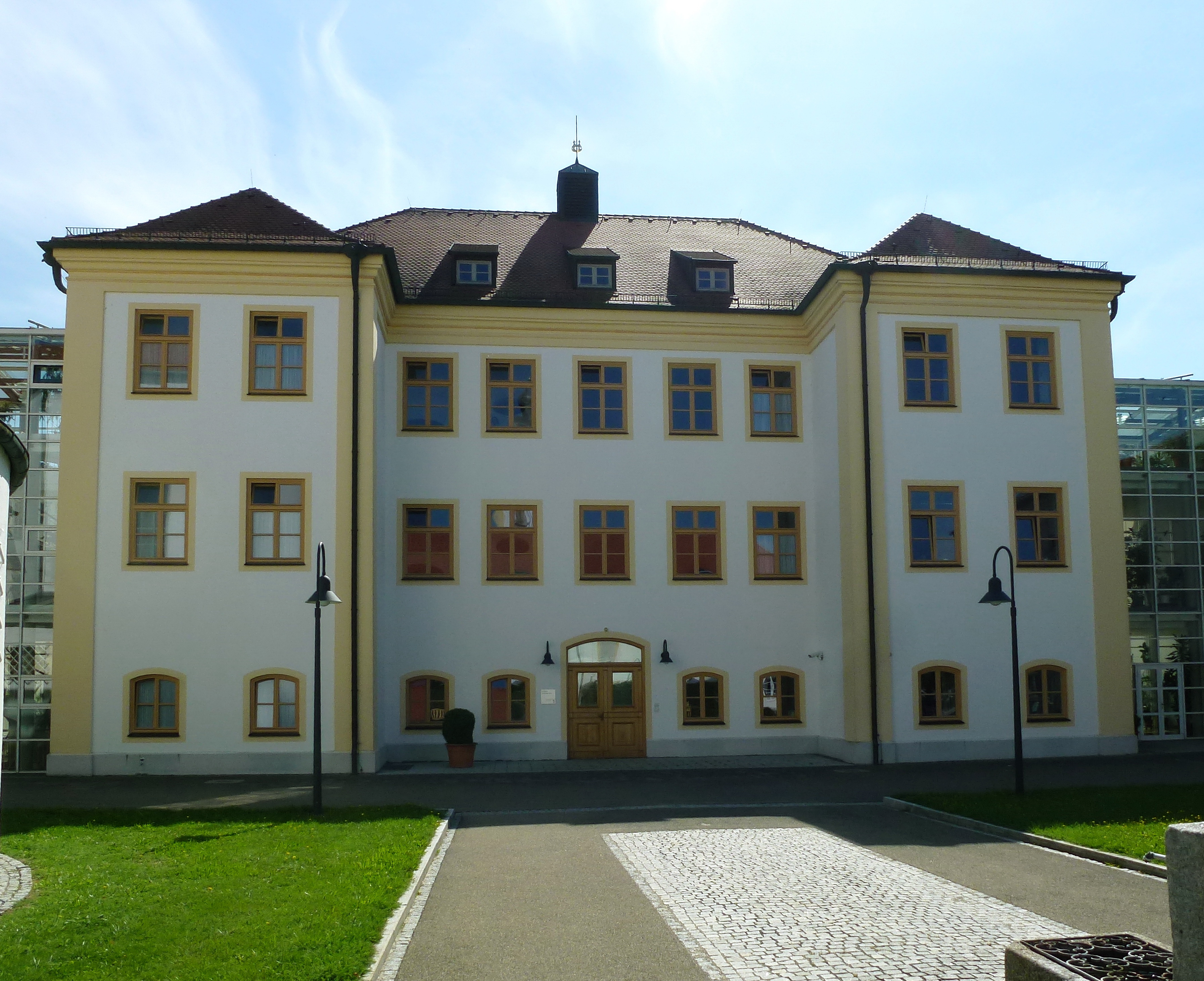
Schloss Schönbrunn

Schloss Schönbrunn nach einem Stich von Michael Wening (1726)

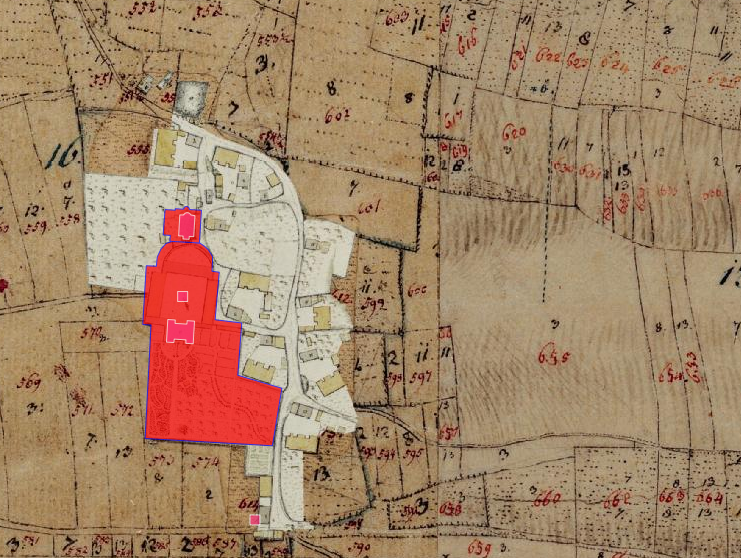
Lageplan von Schloss Schönbrunn (Röhrmoos) auf dem Urkataster von Bayern

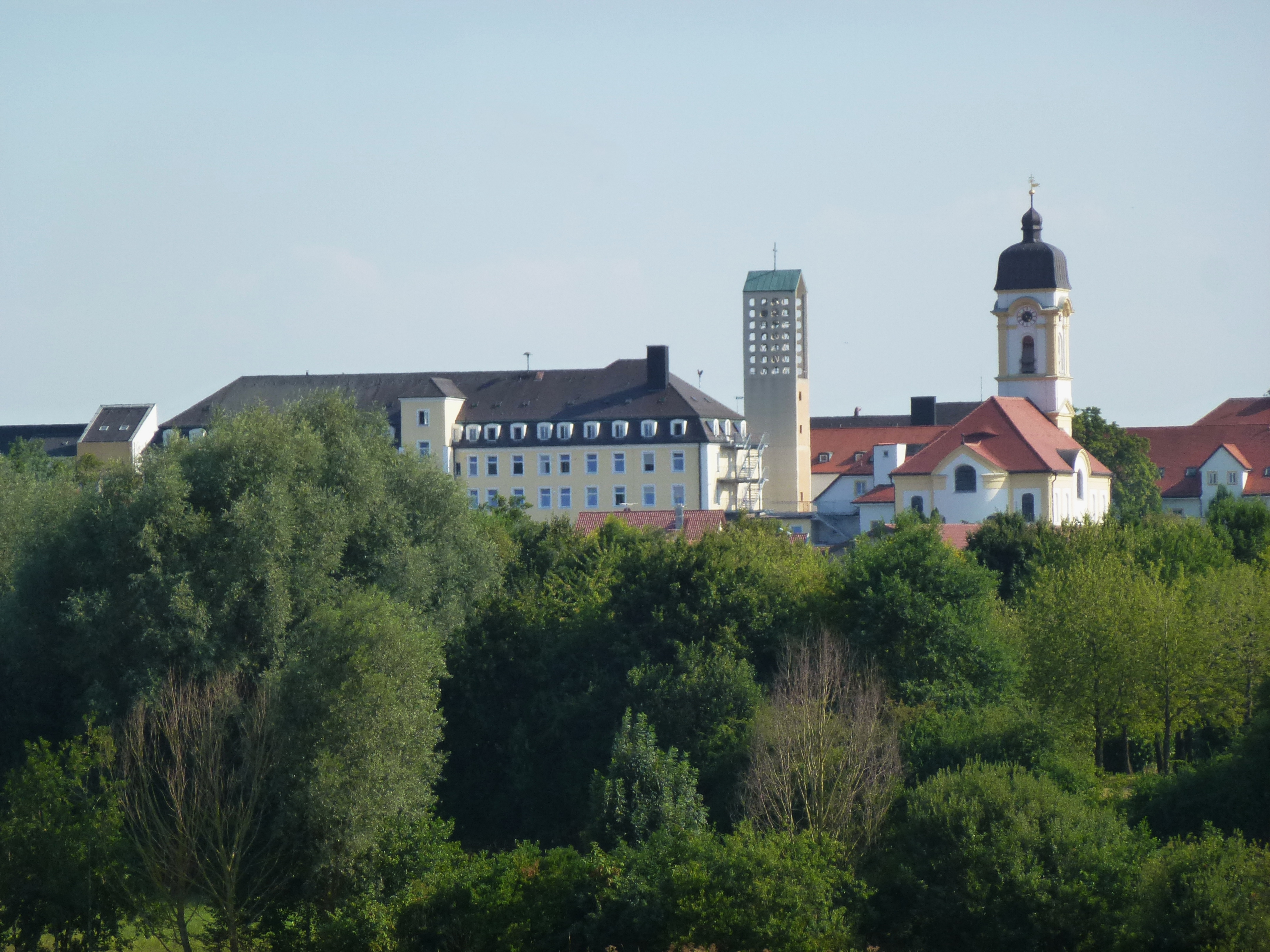
Gebäude des Franziskuswerks mit Klosterkirche St. Josef und benachbarter Kirche Hl. Kreuz

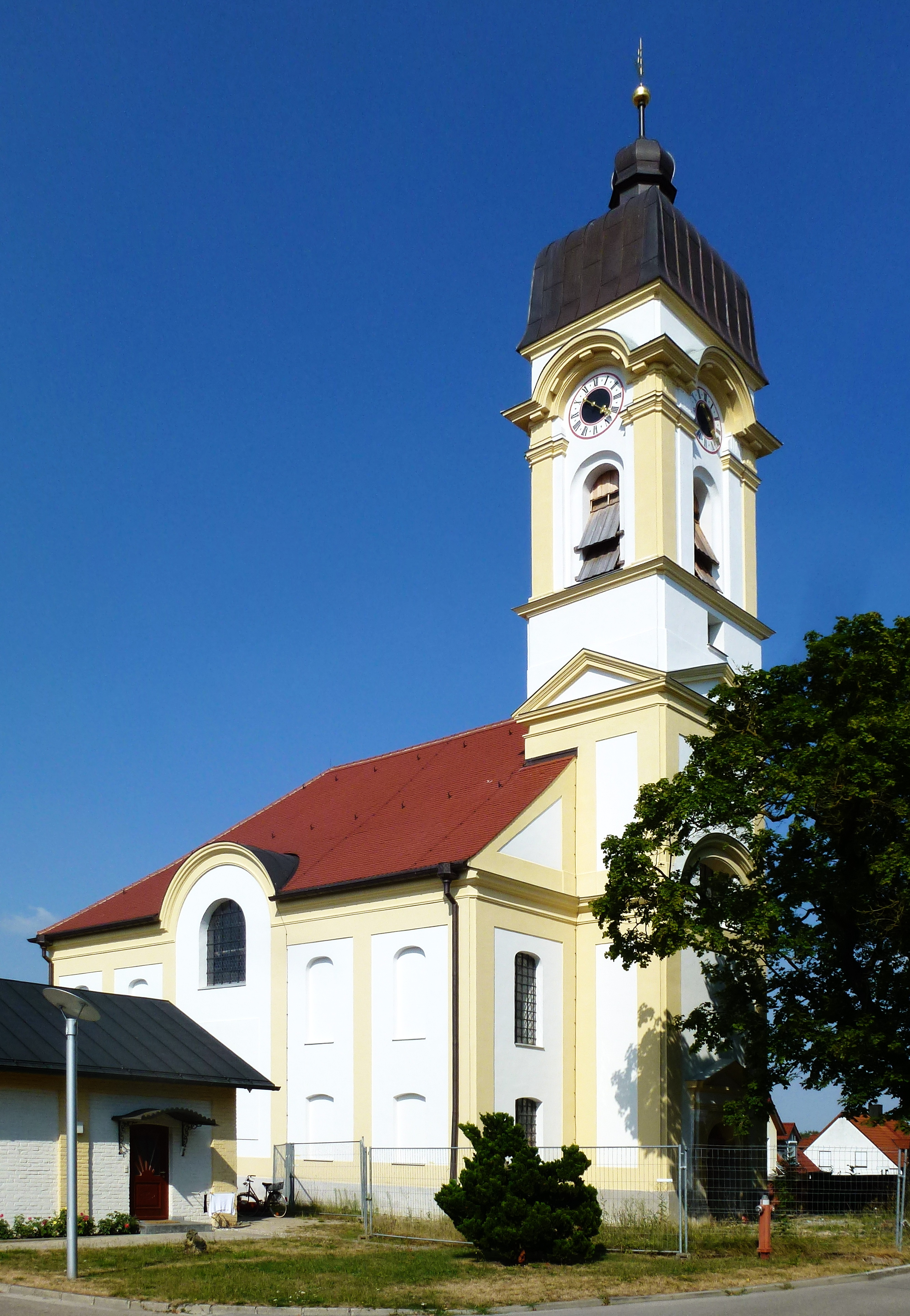
Hofmarkkirche Heiliges Kreuz

Schloss Schönbrunn ist ein Schloss in Schönbrunn in der Gemeinde Röhrmoos im Landkreis Dachau von Oberbayern. Es wird heute als Kloster und Einrichtung für Menschen mit Behinderungen genutzt. Die Anlage ist unter der Aktennummer D-1-74-141-26 als Baudenkmal von Schönbrunn  verzeichnet. „Untertägige spätmittelalterliche und frühneuzeitliche Befunde im Bereich des ehem. Hofmarkschlosses Schönbrunn und seiner Vorgängerbauten mit abgegangenem Wirtschaftshof und Gartenanlagen“ werden zudem als Bodendenkmal unter der Aktennummer D-1-7634-0128 geführt.

## Geschichte
Schönbrunn wird um 800 erstmals als „Prunna“ erwähnt. Ein Schloss war bereits im 13. Jahrhundert vorhanden und seit 1675 Sitz einer Hofmark. 1688 wurde das heutige Schloss durch Kaspar von Schmid erbaut. 1720 erfolgte durch Freiherr von Unertl der Anbau eines Westflügels. 1835 wurde das Schloss teilweise abgebrochen.
Schlossbesitzer waren die Herren von Schönbrunn, die Familie Ligsalz (Anfang des 17. Jahrhunderts), die Familie Pfundmair (1642), die Freiherren von Schmid (ab 1642 und 1776 bis 1830), Freiherr von Unertl (ab 1717), die Grafen von Piosasque bis 1776, das Königreich Bayern (Versteigerung 1830), Dr. Conrad Pregler (1830), die Familie Traub (1835), Rittmeister a. D. Heinrich Zeiß (1837), Pfarrer Martin Forstmair von Buchbach (1846) sowie der Maurermeister Georg Schneller (1857).
1862 erwarb Gräfin Viktorine von Butler-Haimhausen das damals stark renovierungsbedürftige Schlossgut Schönbrunn. Ab 1863 wurde das Schloss als Heim für Behinderte und als Ausbildungsstätte für junge Mädchen genutzt. Es hieß „Assoziationsanstalt Schönbrunn“.
905 Bewohner wurden in den Jahren 1940 bis 1945 aus der Anstalt verlegt. Mindestens 546 Bewohner wurden später im Rahmen der NS-Krankenmorde umgebracht. Danach wurden evakuierte Patienten aus den Münchner Krankenhäusern und Altenheimen hier untergebracht.
Schönbrunn und seine Behinderteneinrichtung war im Besitz der Kongregation der Dienerinnen der Göttlichen Vorsehung,  jetzt der Viktoria-von-Butler-Stiftung Schönbrunn und bzw. dem der Stiftung angeschlossenen Franziskuswerks Schönbrunn gGmbH.

## Hofmarkkirche
Die zugehörige ehemalige Hofmarkkirche Heilig Kreuz dient heute als katholische Filialkirche der Pfarrei Mariä Himmelfahrt in Schönbrunn. Sie wurde in den Jahren 1723/24 nach Plänen von Johann Baptist Gunetzrhainer  und unter Beratung des kurfürstlichen Hofbaumeister Joseph Effner errichtet. Der barocke Zentralbau steht ebenfalls unter Denkmalschutz (Nummer D-1-74-141-25).